# Loi de sûreté générale du Second Empire
La loi de sûreté générale du Second Empire, ou loi des suspects, permet de punir de prison toute tentative d'opposition et autorise, entre autres, l'arrestation et la transportation (déportation sans jugement), d'un individu condamné pour délit politique depuis 1848. Ce projet de loi prévoit enfin des peines d'amendes ou de prison contre ceux qui se seraient concertés en vue d'agir à l'encontre du gouvernement.

## Contexte
Le Second Empire est habituellement divisé en deux phases, celle de l'Empire autoritaire (1852-1860) et celle de l'« Empire libéral » (1861-1870). Le moment de la césure est cependant très contesté en historiographie : la tendance actuelle place l'Empire libéral en 1869-1870. 
Outre plusieurs peines visant les prisonniers politiques qui interviennent au lendemain du coup d'Etat du 2 décembre 1851, la loi du 10 juin 1853 prévoit que ceux qui auront commis un attentat visant à détruire ou changer le gouvernement seront punis de déportation en enceinte fortifiée (art. 87 du Code pénal). 
En 1858, l'attentat d'Orsini contre Napoléon III apparaît comme le point d'orgue d'une série de tentatives d'assassinats qui se sont succédé depuis 1854. Après cet attentat raté, le gouvernement durcit sa politique : suppression des journaux ; division de la France en cinq départements militaires dont chacun est confié à un maréchal ; nomination du général Espinasse, célèbre pour sa poigne de fer, au ministère de l'Intérieur et de la Sûreté générale ; constitution, le 1er février 1858, d'un conseil privé par Napoléon III, qui peut se transformer, si besoin est, en conseil de régence. Enfin, la création d'un projet de loi de sûreté générale appelé aussi « loi des suspects ».

## Les raisons de la loi et contenu formel
Dès sa nomination comme ministre de l'Intérieur, le général Espinasse ordonne aux préfets d'arrêter « les hommes les plus dangereux » de leur département. En clair, il leur demande de « mettre hors d'état de nuire » un quota fixé à l’avance de 1 000 suspects selon des critères précis. Est considérée comme « suspecte » toute personne ayant déjà été condamnée pour des raisons politiques entre 1848 et 1851, soit durant la Seconde République, ou bien frappée par les commissions mixtes en 1852, au lendemain du coup d'Etat du 2 décembre 1851. Les républicains et les socialistes sont particulièrement touchés par cette mesure. 
Sont en effet inclus, par exemple, ceux qui avaient réussi à revenir en métropole après avoir été frappé par « la loi relative à la transportation des insurgés de juin en Algérie » de janvier 1850 ; le décret d'application avait précédé la loi, étant promulgué dès le 27 juin 1848 . Sont aussi inclus les condamnés par la Haute Cour de justice de Bourges (Louis Blanc, Albert, Armand Barbès, Blanqui...), ceux ayant été condamnés par la Haute Cour de justice de Versailles (affaire du Conservatoire et affaire des Bulletins de résistances), ou encore ceux accusés du complot de Lyon. Une partie de ces condamnés avaient cependant déjà été déportés et n'étaient donc pas concernés par ces mesures.
Les préfets s’exécutent et sur ces 1000 personnes arrêtées de façon tout à fait arbitraire, environ 430 ont ensuite été « transportées » en Algérie.
Après ces mesures expéditives, le gouvernement décide de légaliser la procédure. Il adresse ainsi, dès le 1er février 1857, un projet de loi dit de « sûreté générale ». Celui-ci permet de punir de prison toute tentative d'opposition et autorise, entre autres, l'arrestation et la transportation d'un individu condamné pour délit politique depuis 1848. La transportation se distingue de la peine de déportation, qui n'avait jamais été appliquée, faute d'infrastructures, avant 1848, en ce qu'elle est administrative et ne requiert donc pas de jugement.
Le projet de loi prévoit enfin des peines d'amendes ou de prisons contre ceux qui se seraient concertés en vue d'agir à l'encontre du gouvernement : une sorte d'association de malfaiteurs en vue de commettre une infraction terroriste, pourrait-on dire en risquant l'anachronisme. 
« Que ceux qui ne conspirent pas se rassurent » affirme Morny défendant le projet de loi devant le Corps législatif. Il n'en reste pas moins vrai que cette loi promulguée le 27 février 1858, à la suite de l'attentat de Felice Orsini, méconnaît les bases les plus élémentaires du droit moderne et révèle l'ampleur des craintes du pouvoir ainsi que sa fragilité.

## Le vote de la loi
Le Corps législatif accueille d'abord avec frilosité le projet de loi, rétif au budget important qu'il requiert. La peine de déportation ou de transportation est en effet plus coûteuse que le bannissement, puisqu'elle requiert non seulement le financement du transport, mais aussi la paie des gardes sur place.
Les débats sont animés. Environ 24 députés votent contre le projet de loi : il s'agit de monarchistes libéraux tel que le comte de Flavigny, qui perd bientôt l'appui du pouvoir en raison de son indépendance, ou le marquis de Mortemart, ainsi que de républicains comme Hénon, futur maire de Lyon, ou Émile Ollivier, lui-même fils d’un proscrit exilé  à Cayenne en 1852 et futur chef de gouvernement à la fin de l'Empire. Ce dernier critique une loi scandaleuse qui permet au régime de frapper tous ceux « dont le ton et les allures déplaisent ». Ces 24 députés ne font toutefois pas le poids face aux 227 voix favorables à la loi.
Au Sénat, l'opposition est limitée au général Mac Mahon. Malgré cette opposition parlementaire plus que limitée, ce qui s'explique largement par les modes d'élection et de nomination, celle-ci démontre l'existence d'une résistance relative, au sein de l'institution, vis-à-vis de cette loi liberticide.

## Amnistie de 1859 et début de la libéralisation du régime
L'opinion publique, quant à elle, est très critique. Ces éléments inquiètent Napoléon III, qui décide d'abandonner cette mesure au moment même où celle-ci est devenue loi. Dès l'année suivante le régime promulgue une loi d'amnistie, qui concerne les 1 800 condamnés politiques qui n'avaient pas encore bénéficié de la libéralisation toute neuve du régime. Dans certains cas particuliers, et isolés, le régime avait même cédé face à l'opposition de l'opinion publique : ainsi, le père de Georges Clemenceau, condamné à la transportation en Algérie, bénéficie-t-il d'une commutation de sa peine en résidence forcée à Nantes alors qu'il était prêt à embarquer à Marseille.

Beaucoup d'exilés, de transportés et de déportés acceptèrent cette clémence et rentrèrent en France. D'autres (Louis Blanc, Victor Schœlcher, etc.) la refusèrent pour marquer leur désaccord à la politique de l'Empereur : Victor Hugo déclare : 
« Fidèle à l'engagement que j'ai pris vis à vis de ma conscience, je partagerai jusqu'au bout l'exil de la liberté. Quand la liberté rentrera, je rentrerai. »
Edgar Quinet affirme : 
« Je ne suis ni un accusé, ni un condamné, je suis un proscrit. J'ai été arraché de mon  pays, pour être resté fidèle à la loi, au mandat que je tenais de mes concitoyens. Ceux qui ont besoin d'être amnistiés, ce  ne sont pas les défenseurs des lois ; ce sont ceux qui les renversent. On n'amnistie pas le droit et la justice. »
Cette première mesure d'amnistie visait en effet à diviser le camp républicain. Elle marque néanmoins l'abandon officiel de la loi de sûreté générale, qui ne sera cependant abrogée qu'en 1870, et reste donc potentiellement utilisable par le régime jusqu'à son effondrement.

## Loi de réparation de 1881
Sous la Troisième République, le gouvernement Ferry promulgua la loi du 30 juillet 1881, dite de « réparation nationale », qui allouait une pension ou rente viagère aux citoyens français victimes du coup d'Etat du 2 décembre 1851 et de la loi de sûreté générale. 
La Commission générale chargée d'examiner les dossiers, présidée par le Ministre de l'Intérieur, était composée de représentants du ministère, de conseillers d'État, et comprenait huit parlementaires, tous d'anciennes victimes : quatre sénateurs (Victor Hugo, Jean-Baptiste Massé, Elzéar Pin, Victor Schœlcher) et quatre députés (Louis Greppo, Noël Madier de Montjau, Martin Nadaud et Alexandre Dethou).

### Ouvrages généraux
- Jean-Claude Caron, Michel Vernus, L'Europe au XIXe siècle : Des nations aux nationalismes, 1815-1914, 2e tirage, Armand Colin, Paris, 2007, 477 p.
- Dominique Barjot, Jean-Pierre Chaline, André Encrevé, La France au XIXe siècle 1814-1914, Premier cycle, Presses universitaires de France, Paris, 1998, 426 p.
- Jean Garrigues, La France de 1848 à 1870, Cursus série Histoire, Armand Colin, Paris, 2002.
- Jean Garrigues, Philippe Lacombe, La France au 19e siècle, 1814-1914, Campus Histoire, Armand Colin, 2004.

### Ouvrages spécialisés
- Georges Pradalié, Le Second Empire, 9e édition, Paris, Presses universitaires de France, coll. « Que sais-je ? », 1996, 127 p.
- Jean-Claude Yvon, Le Second Empire : Politique, société, culture, Paris, Armand Colin, collection « U-Histoire contemporaine », 2004, 255 p.